# باب السباح (صنعاء القديمة)

تعديل مصدري - تعديل

حارة باب السباح هي إحدى حارات مدينة صنعاء القديمة، بلغ تعداد سكانها 744 نسمة حسب تعداد اليمن لعام 2004.